# 紅磡（紅鸞道）公共運輸交匯處
紅磡（紅鸞道）公共運輸交匯處，位於九龍九龍城區紅磡灣紅鸞道香港嘉里酒店基座。興建交匯處的目的是配合規劃署在2008年4月完成的紅磡地區研究，將紅磡碼頭巴士總站改為休憩用地。此公共運輸交匯處於2019年1月11日正式啟用。

## 簡介
紅磡（紅鸞道）公共運輸交匯處位於香港嘉里酒店基座地面，是一個有蓋巴士總站，同時設有充電車位、的士停車處和專線小巴停車處。車輛出入口設在紅鸞道，而候車月台則採用鋸齒型設計，以分隔巴士與候車乘客。此公共運輸交匯處設有公共廁所。紅磡（紅鸞道）公共運輸交匯處因《吸煙（公眾衛生）條例》而被列為禁煙區。

## 歷史
早在1990年，《中九龍交通研究》經已建議在紅磡灣填海區東面闢建公共運輸交匯處；到了2006年12月，規劃署委託顧問公司進行「紅磡地區研究」，該研究之報告發表於2008年4月，為改善紅磡海旁地區擬定全面的規劃建議；在研究中，顧問公司提議遷移舊有的紅磡碼頭巴士總站，並且改為海濱走廊用地。2011年12月，紅鸞道與華信街交界的一塊土地香格里拉酒店公司投得，標書要求該土地的發展商要興建不少於10,750平方米的公共運輸交匯處。2017年4月28日，香格里拉酒店在該地興建的香港嘉里酒店正式開業，但是公共交通運輸交匯處仍未啟用。2019年1月11日下午6時，紅磡（紅鸞道）公共運輸交匯處啟用，以取代紅磡碼頭公共運輸交匯處；啟用首日只有專線小巴第13號線以該交匯處為起點，而所有以紅磡碼頭巴士總站作為終點的巴士路線直至翌日才全數遷移入新的紅磡（紅鸞道）公共運輸交匯處。

## 服務
下列資訊均出自2023年12月31日起實施的《路線表令》（巴士）或運輸署的「香港出行易」網頁（專線小巴）。另外，此公共運輸交匯處也有一條居民服務路線（NR750），由屯門恒福花園單向駛往紅磡（紅鸞道）公共運輸交匯處。

### 總站巴士路線
| 巴士路線 | 總站           | 總站 | 總站         |
| -------- | -------------- | ---- | ------------ |
| 3B       | 紅磡（紅鸞道） | ↔    | 慈雲山（中） |
| 7B       | 紅磡（紅鸞道） | ↔    | 樂富         |
| 15       | 紅磡（紅鸞道） | ↔    | 平田         |
| 85X      | 紅磡（紅鸞道） | ↔    | 馬鞍山市中心 |
| 85P      | 紅磡（紅鸞道） | ↔    | 泥涌         |
| 85S      | 紅磡（紅鸞道） | ←    | 耀安         |
| 268B     | 紅磡（紅鸞道） | ↔    | 朗屏站       |
| 269B     | 紅磡（紅鸞道） | ↔    | 天水圍市中心 |
| 269B     | 紅磡（紅鸞道） | ←    | 天恩邨       |
| 275X     | 紅磡（紅鸞道） | ↔    | 富善邨       |
| 297      | 紅磡（紅鸞道） | ↔    | 寶林         |
| 297P     | 紅磡（紅鸞道） | ←    | 坑口（北）   |
| 1R       | 紅磡（紅鸞道） | →    | 昂坪         |

### 專線小巴路線
| 專線小巴路線 | 總站           | 總站 | 總站   |
| ------------ | -------------- | ---- | ------ |
| 13           | 紅磡（紅鸞道） | ↔    | 廣播道 |
| 13M          | 紅磡（紅鸞道） | ↺    | 紅磡站 |

## 外部連結
- 维基共享资源上的相關多媒體資源：紅磡（紅鸞道）公共運輸交匯處
- 香港大典上的相关条目：紅磡 (紅鸞道) 公共運輸交匯處（繁體中文）